# Alexei Remowitsch Chochlow

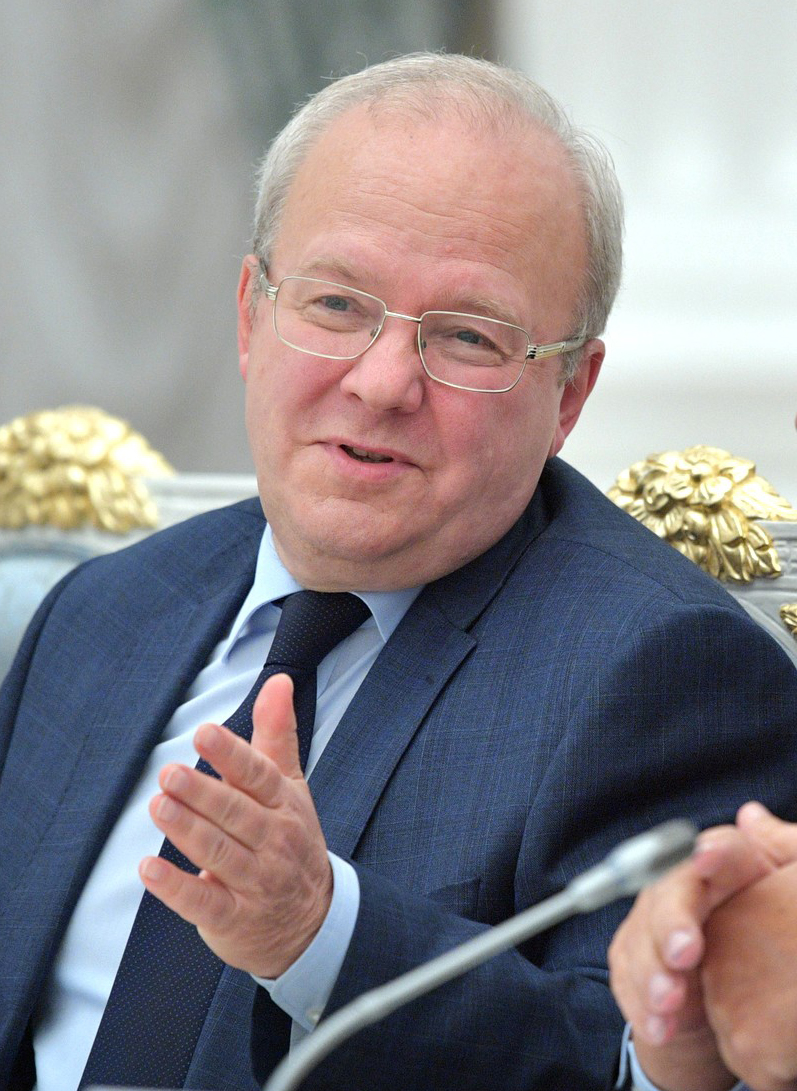
Alexei Remowitsch Chochlow (2017)

Alexei Remowitsch Chochlow (russisch Алексе́й Ре́мович Хохло́в; * 10. Januar 1954 in Moskau) ist ein sowjetisch-russischer Polymerphysiker und Hochschullehrer.

## Leben
Chochlow, Sohn des Physikers Rem Wiktorowitsch Chochlow, studierte nach dem Abschluss der Moskauer 2. Physikalisch-Mathematischen Schule 1971 Physik an der Physik-Fakultät der Lomonossow-Universität Moskau mit Abschluss 1977. Danach war er Aspirant bei Ilja Lifschiz und entwickelte zusammen mit ihm und Alexander Grosberg eine Theorie des Knäul-Tröpfchen-Übergangs in Polymeren und Biopolymersystemen unter Benutzung der Konformationsentropie und der Dichtefunktionaltheorie. 1979 wurde Chochlow zum Kandidaten der Wissenschaften promoviert und wurde Dozent an der Lomonossow-Universität. 1983 wurde Chochlow zum Doktor der Wissenschaften promoviert.
1988 erhielt Chochlow die Ernennung zum Professor an der Lomonossow-Universität. 1990 wurde er Korrespondierendes Mitglied der Akademie der Wissenschaften der UdSSR. Seit 1993 leitet er den Lehrstuhl für Polymerphysik und Kristallphysik. 2000 wurde er Vollmitglied der nun Russischen Akademie der Wissenschaften und auch Mitglied der Academia Europaea. Seit 2008 ist er Vizerektor der Lomonossow-Universität.
1992 erhielt Chochlow den Humboldt-Forschungspreis, der einen halbjährigen Forschungsaufenthalt 1993 im Max-Planck-Institut für Polymerforschung einschloss. 2001 nominierte ihn die Universität Ulm erfolgreich für den Wolfgang-Paul-Preis des Bundesministeriums für Bildung und Forschung. Mit dem Preisgeld baute Chochlow als Honorarprofessor der Universität Ulm 2002–2004 das Institut für Polymer Science auf. Aus diesem Institut ging 2012 im Deutsch-Russischen Jahr für Bildung, Wissenschaft und Innovation das Institute for Advanced Energy Related Nanomaterials hervor, das Chochlow mit Ulmer und Moskauer Professoren gründete.
Anfang Juni 2017 war er zum Kandidaten für die Präsidentschaft der Russischen Akademie der Wissenschaften (RAW) ernannt, wurde aber zur Hauptwahl im September nicht zugelassen. Trotzdem ist Chochlow zu einem der Vizepräsidenten der Akademie gewählt worden. Zwischen seinen Pflichten in der RAW ist die Unterstützung der Gemeinschaft der Professoren der Akademie, die als Schlüsselfiguren für die Zukunft der RAW betrachtet werden.

## Werke (Auswahl)
- A. Yu. Grosberg, A. R. Khokhlov: Statistical Physics of Macromolecules. Springer, 1994, ISBN 978-1-56396-071-0.
- A. Y. Grosberg, A. R. Khokhlov: Giant Molecules: Here, There, and Everywhere. Academic Press, 1997, ISBN 0-12-304130-9.
- A. Y. Grosberg, A. R. Khokhlov: After-action of the ideas of I.M. Lifshitz in polymer and biopolymer physics. In: Advances in Polymer Science. Band 196, 2006, S. 189–210, doi:10.1007/12/_055.[9]

## Ehrungen
- Physikpreis der UdSSR für junge Wissenschaftler (1982)
- Humboldt-Forschungspreis (1992)
- Wolfgang-Paul-Preis des Bundesministeriums für Bildung und Forschung (2001)
- Lomonossow-Preis für Pädagogische Verdienste (2005)
- Polymertechnikpreis der Niederlande (2005)
- Staatspreis der Russischen Föderation für Wissenschaft und Technik (2007)
- LXVI. Mendelejew-Vorlesung der Universität St. Petersburg (2010)[2]
- Ordensmedaille für Verdienste um das (russische) Vaterland (2012)
- Bundesverdienstkreuz (2013)[10]